# Халыков, Газанфар Алекпер оглы
Газанфар Алекпер оглы Халыков (азерб. Qəzənfər Ələkbər oğlu Xalıqov; 1898—1981) — азербайджанский советский график, живописец, театральный художник. Заслуженный деятель искусств Азербайджанской ССР, Народный художник Азербайджанской ССР (12.10.1973).

## Жизнь и творчество
Газанфар Халыков родился в 1898 году в Баку. В 1928 году окончил Азербайджанский государственный художественный техникум. Является автором острых злободневных карикатур в журналах «Молла Насреддин» (1929—30) и «Кирпи» («Ёж»; 1953-58). Халыков использовал композиционные приёмы средневековых миниатюристов при создании акварельных рисунков к поэмам «Хосров и Ширин» (1940) и «Искандер-наме» (1953) Низами Гянджеви. Также Халыков написал ряд плакатов, театральных эскизов, графические серии («Нефтяные промыслы», 1949). Создал такие картины как «Похороны Фирдоуси» (1934, Национальный музей искусств Азербайджана имени Рустама Мустафаева, Баку), портрет Низами (1940, Музей азербайджанской литературы имени Низами Гянджеви, Баку).

## Награды
- орден Трудового Красного Знамени (1978)
- орден «Знак Почёта» (09.06.1959)